# Бендер, Ханс (парапсихолог)
Ханс Бе́ндер (нем. Hans Bender; 5 февраля 1907, Фрайбург-им-Брайсгау — 7 мая 1991, Фрайбург-им-Брайсгау) — немецкий преподаватель парапсихологии, также основавший Институт смежных областей психологии и психогигиены в городе Фрайбург в Германии. Долгие годы мыслитель и заядлый любитель трубки был ключевой фигурой в немецкой парапсихологии. Он занимался исследованиями «необъяснимых явлений», например, полтергейстов и ясновидцев. Одним из самых знаменитых расследований Бендера было «Дело о полтергейсте из Розенхайма».

## Исследовательская деятельность
Бендер владел психологией бессознательного и использовал в своей работе по большей части подходы Пьера Жане и Карла Густава Юнга. Из этого следует, что, во-первых, он больше применял качественный подход вместо количественного. Во-вторых, исследователь придерживался «анимистического» подхода вместо «спиритуалистического». В парапсихологии это означает, что паранормальные явления рассматриваются не как следствие активности духов, а как результат сильного эмоционального переживания свидетеля активности. Применяя данный способ изучения парапсихологических явлений, Бендер соединил подход об исследованиях экстрасенсорного восприятия с аффективным подходом к парапсихологии и невротическими патологическими состояниями.
Важным результатом его работы стал принцип совпадения или вездесущности мистических явлений. Он полагал, что присутствие данных феноменов и явлений в различных эпохах, культурах, странах и слоях общества заслуживает их изучения.
Другой особенностью его деятельности были тесные контакты с астрологами, такими, как его друг Томас Ринг. Он консультировал Бендера в вопросах астрологии как в личных, так и научных делах. Кроме этого, Бендер был убежден, что между ним и его женой существовала телепатическая связь.
Стремление видеть паранормальное в различных заведомо сомнительных ситуациях, не подвергавшихся логическому объяснению, обратило на него внимание критиков. Его обвиняли в попытках сговора со свидетелями, что впоследствии было подтверждено самими участниками и ассистентами Бендера. Вызывает подозрение и его самое известное расследование о призраках «Дело о полтергейсте из Розенхайма», которое он провел в адвокатском офисе в период между 1967 и 1968 годами. Данный случай документально подтвержден не только самим Бендером и его помощниками, но и специалистами Центрального лондонского почтамта и электростанции, полицейскими и физиками Института Макса Планка в городе Мюнхен. Хотя в экспертном заключении физиков было сказано, что не все происходившие явления поддавались объяснению с точки зрения физических законов, было обнаружено, по крайней мере, одно лжесвидетельствование одного из секретарей. Бендер и его помощники объяснили это тем, что в ряде случаев, когда не произошло ничего паранормального, свидетели с неустойчивой психикой часто дают ложные показания, чтобы привлечь внимание.